# Independent Subway System

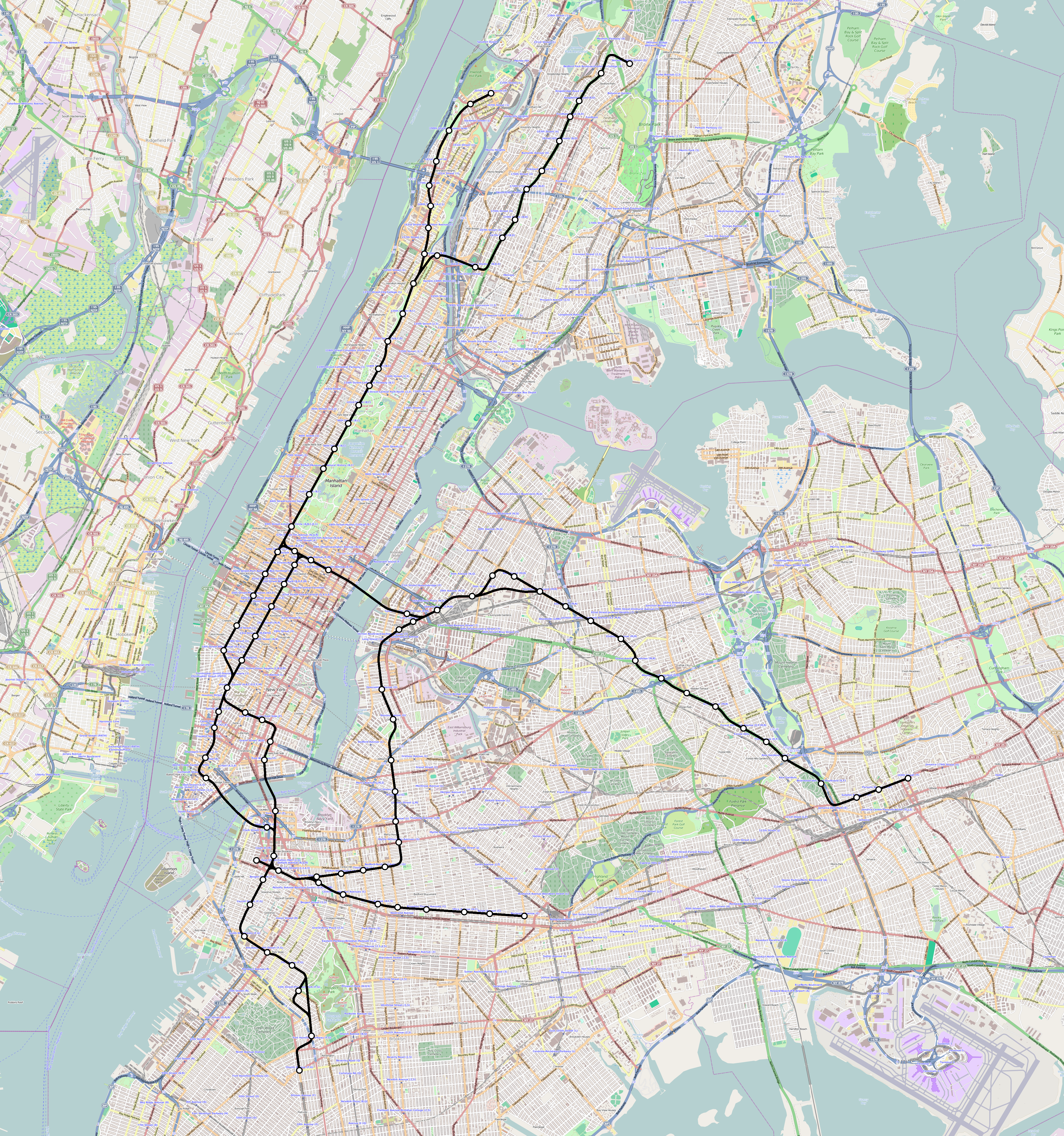
Kaart van de lijnen en stations van het Independent Subway System bij de fusie in 1940

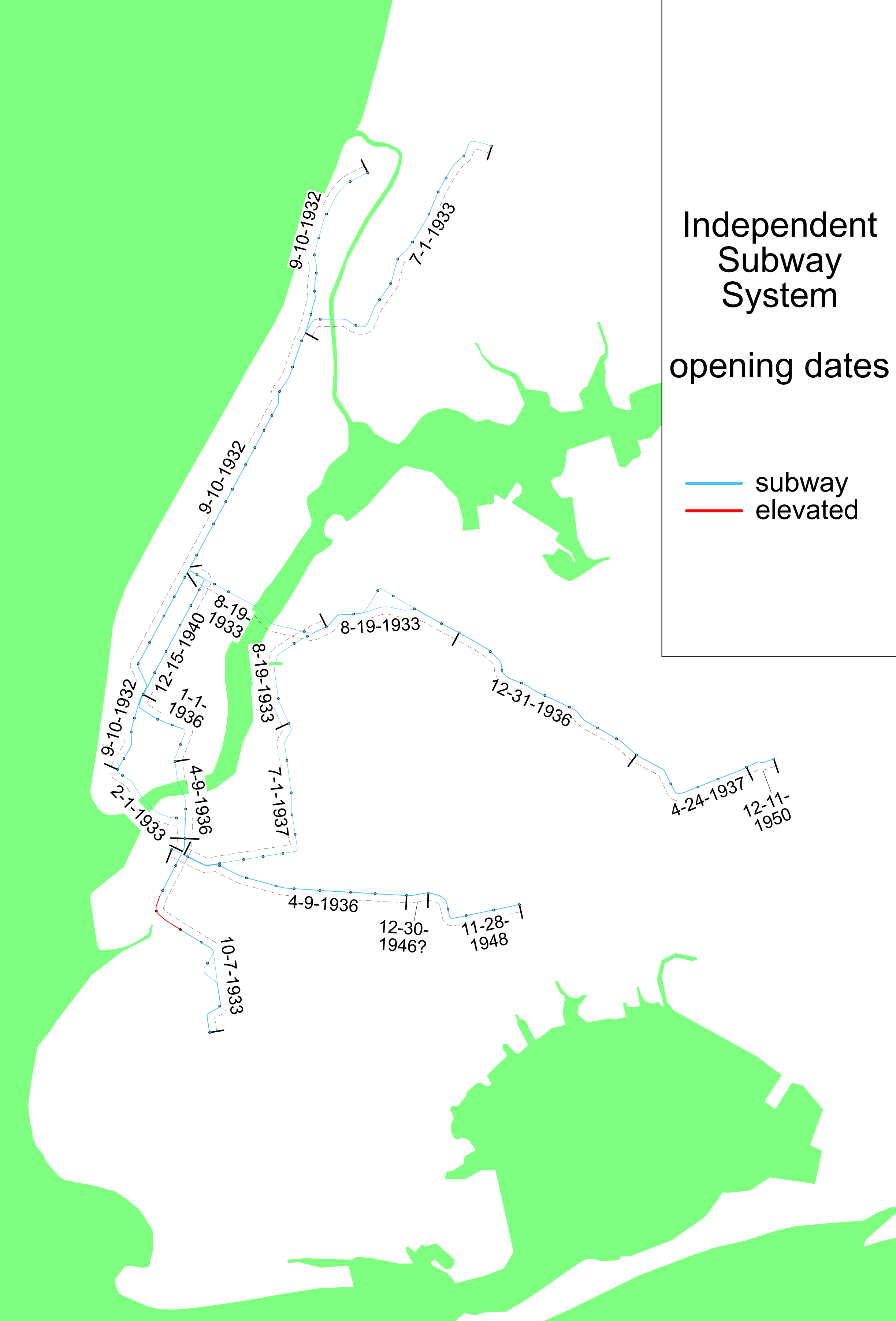
Realisatiedata van het uitgebouwde netwerk

Het Independent Subway System (IND of ISS), voorheen bekend als het Independent City-Owned Subway System (ICOS) of de Independent City-Owned Rapid Transit Railroad was een metronetwerk in de stad New York dat nu deel uitmaakt van de metro van New York. De start van het huidige Independent Subway System was de realisatie van de Eighth Avenue Line in Manhattan in 1932.
Een van de drie spoorwegnetwerken die onderdeel werd van de moderne metro van New York, was de IND bedoeld om volledig eigendom te zijn van en geëxploiteerd te worden door de gemeentelijke overheid, in tegenstelling tot de particulier uitgebate of gezamenlijk gefinancierde Interborough Rapid Transit Company (IRT) en Brooklyn-Manhattan Transit Corporation (BMT) bedrijven. Het werd samengevoegd met deze twee netwerken in 1940.
De originele IND metrolijndiensten zijn de moderne metrolijnen A, B, C, D, E, F, G en M diensten. Daarnaast lopen de BMT N, Q en R metrolijnen nu deels op de spoorweginfrastructuur van het Independent Subway System IND. De Rockaway Park Shuttle vormt een aanvulling op de service. Voor operationele doeleinden worden de lijnen en diensten van IND en BMT gezamenlijk aangeduid als de B Division.